# Pozdrav svijetu
Chansons représentant la Yougoslavie au Concours Eurovision de la chanson
Jedan dan
(1968) Pridi, dala ti bom cvet
(1970)
Pozdrav svijetu (Dobar dan) (Поздрав свијету (Добар дан), « Salut au monde (Bonjour) »), plus connue abrégée en Pozdrav svijetu, est une chanson du groupe yougoslave Kvartet 4M, sortie en 45 tours en 1969.
C'est la chanson représentant la Yougoslavie au Concours Eurovision de la chanson 1969 interprétée par le groupe Kvartet 4M sous le nom « Ivan & 3M » ou « Ivan », Ivan étant le pseudonyme du chanteur principal Ivica Krajač.
La chanson a également été enregistrée par Kvartet 4M dans une version en espagnol sous le titre Saludos al mundo.

## À l'Eurovision

### Sélection
Le 15 février 1969, la chanson Pozdrav svijetu, interprétée par Ivan & 3M, est sélectionnée en remportant la finale nationale yougoslave Pjesma Eurovizije 1969, pour représenter la Yougoslavie au Concours Eurovision de la chanson 1969 le 29 mars à Madrid.

### À Madrid
La chanson est interprétée en serbo-croate, l'une des langues officielles de la Yougoslavie, comme l'impose la règle de 1966 à 1972, elle contient également quelques mots dans d'autres langues européennes (espagnol, allemand, français, anglais, néerlandais et italien notamment). L'orchestre est dirigé par Miljenko Prohaska.
Pozdrav svijetu est la première chanson interprétée lors de la soirée du concours, précédant Catherine de Romuald pour le Luxembourg.
À l'issue du vote, elle obtient 5 points, se classant 13e — à égalité avec Due grosse lacrime bianche d'Iva Zanicchi pour l'Italie — sur 16 chansons,.

## Liste des titres
| A. | Pozdrav svijetu (Dobar dan)           | Milan Lentić |  |
| B. | David i Ruth (Balada o umorenoj deci) | Milan Lentić |  |

## Historique de sortie
| Pays        | Date | Format   | Label   |
| ----------- | ---- | -------- | ------- |
| Yougoslavie | 1969 | 45 tours | Jugoton |